# Lejkoporek olszowy

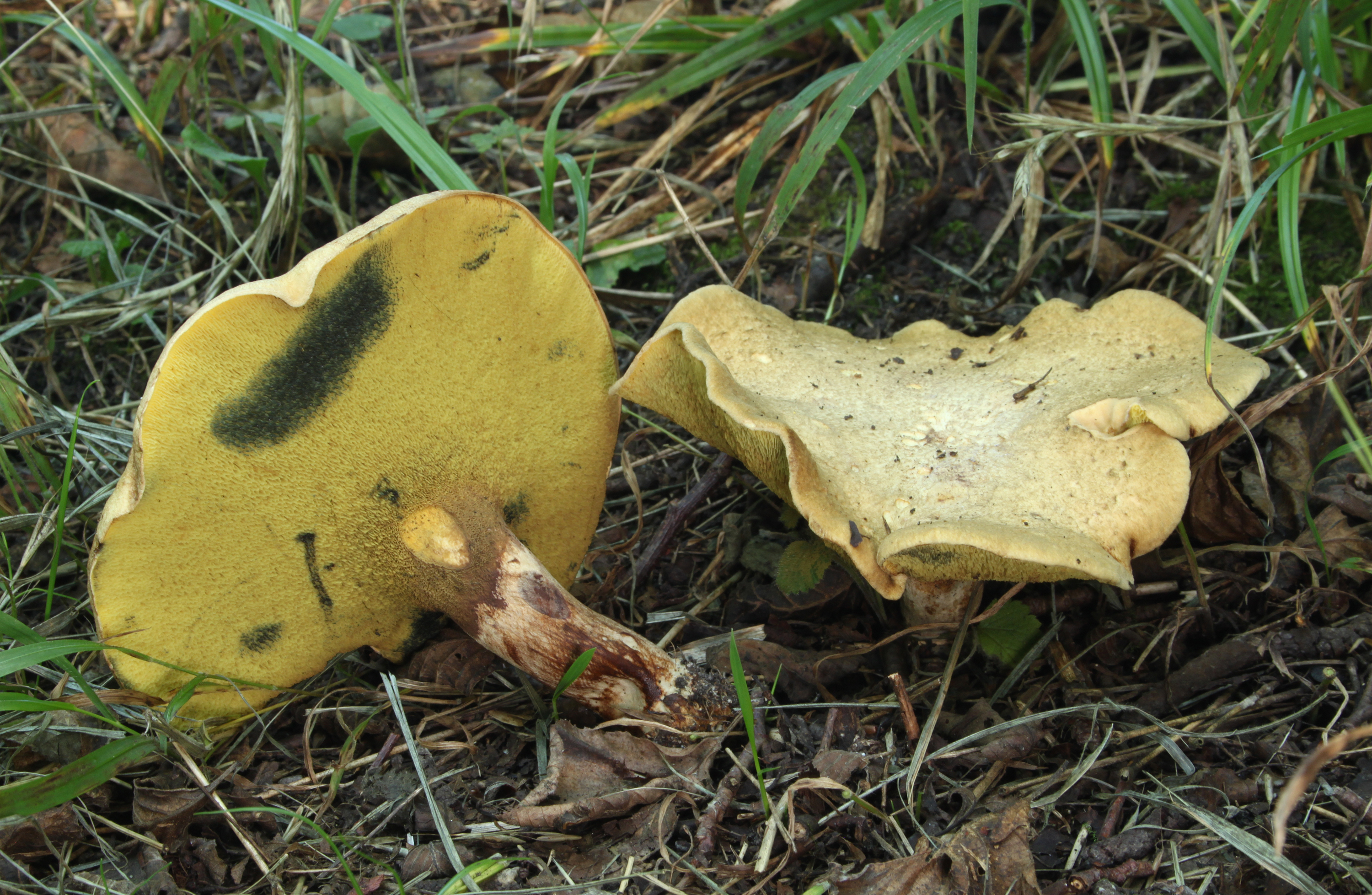

Lejkoporek olszowy (Gyrodon lividus (Bull.) Fr.) – gatunek grzybów z rodziny krowiakowatych (Paxillaceae).

## Systematyka i nazewnictwo
Pozycja w klasyfikacji według Index Fungorum: Gyrodon, Paxillaceae, Boletales, Agaricomycetidae, Agaricomycetes, Agaricomycotina, Basidiomycota, Fungi.
Po raz pierwszy takson ten zdiagnozował w 1791 r. Jean Baptiste François Pierre Bulliard, nadając mu nazwę Boletus lividus. Obecną, uznaną przez Index Fungorum nazwę nadał mu w 1838 r. Elias Fries, przenosząc go do rodzaju Gyrodon. Synonimy:

- Boletus brachyporus Pers. 1825
- Boletus chrysenteron var. lividus (Bull.) Mérat 1821
- Boletus lividus Bull. Herb. Fr. Champ. 1791
- Boletus sistotrema Fr. 1815
- Boletus sistotremoides Fr. 1815
- Cladomeris sistotrema (Fr.) Bigeard & H. Guill. 1909
- Gyrodon sistotrema (Fr.) P. Karst. 1899
- Gyrodon sistotrema var. brachyporus (W.G. Sm.) Rea 1922
- Gyrodon sistotrema var. sistotrema (Fr.) P. Karst. 1899
- Gyrodon sistotremoides Opat. 1836
- Uloporus lividus (Bull.) Quél. 1886
- Uloporus sistotrema (Fr.) Quél. 1896

Nazwę polską nadał Władysław Wojewoda w 1999 r. W polskim piśmiennictwie mykologicznym gatunek ten opisywany był też przez Alinę Skirgiełło pod nazwą zębiak sinawy.

## Morfologia
Kapelusz
Średnicy 3–12 cm, przeważnie słomkowy do ochrowożółtawego. Powierzchnia sucha, matowa do delikatnie filcowatej. Po ugnieceniu brązowieje. Brzeg wkrótce ostrokanciasty.
Trzon
Wysokość 3–7 cm, średnica od 0,5 do 2 cm. Zabarwiony jak kapelusz. Podstawa zaostrzona.
Rurki
Za młodu lśniąco cytrynowożółte do złocistożółtych, po dojrzeniu oliwkowe, po ugnieceniu siniejące, początkowo bardzo drobne, zbiegające na trzon. Warstwę rurek ma w przeciwieństwie do innych grzybów rurkowych niezwykle cienką, zwłaszcza za młodu. Niezawodną cechą rozpoznawczą lejkoporka olszowego są rurki daleko zbiegające na trzon.
Miąższ
W kapeluszu żółtawy, lekko siniejący, w trzonie wkrótce brązowawy.
Wysyp zarodników
Ochrowobrązowy
Cechy mikroskopowe
Zarodniki eliptyczne, gładkie, o rozmiarach 5–7 × 4–4,5 µm.

## Występowanie i siedlisko
Najwięcej stanowisk podano w Europie, poza nią nieliczne w Ameryce Północnej i Azji. W Polsce podano wiele stanowisk, ale jest dość rzadki. Na Czerwonej liście roślin i grzybów Polski ma status gatunku rzadkiego – potencjalnie zagrożonego z powodu ograniczonego zasięgu geograficznego i małych obszarów siedliskowych. Aktualną listę stanowisk podaje internetowy atlas grzybów.
Naziemny grzyb mykoryzowy. Owocniki od sierpnia do października pod olszami, na bagnach i torfowiskach, na brzegach stawów i strumieni, w wilgotnych miejscach w lasach.